# Singjaying
Singjaying, een combinatie van singing en deejaying, is een zangstijl. De bekendste "singjay-zanger" is Eek-A-Mouse. Zijn teksten bestaan behalve uit woorden ook uit vele andere klanken, zoals Beedeedeedeebangbang en Benggengagengenggeng. Het is een muziekstijl die vooral door Jamaicaanse zangers wordt toegepast.